# Kabunan (Balen)
Kabunan is een bestuurslaag in het regentschap Bojonegoro van de provincie Oost-Java, Indonesië. Kabunan telt 3571 inwoners (volkstelling 2010).